# Neutralny Oficer
Neutralny Oficer (bułg. Неутрален офицер) – bułgarska antykomunistyczna organizacja wojskowa w okresie powojennym.
Organizacja głosiła hasła neutralności politycznej korpusu oficerskiego armii bułgarskiej. Opowiedziała się przeciwko władzy komunistycznej. Występowała też przeciwko mianowaniu przez komunistów wielu byłych partyzantów na stopnie oficerskie. Jej przywódcami byli ppłk Aleksandyr Smolianow, ppłk Petyr Żeczew, ppłk Kirił Petrow i mjr Raczo Stanimirow. Nawiązali oni kontakt z gen. Iwanem Popowem, który stanął na czele organizacji. Za jego pomocą mieli skontaktować się z dziennikarzami z państw zachodnich. Współpracowali też z opozycyjnym wobec komunistów Bułgarskim Ludowym Związkiem Chłopskim im. Nikoły Petkowa. Latem 1946 r. organizacja została rozbita przez organy bezpieczeństwa. Jej członków po procesie skazano na początku 1947 r. na kary wieloletniego więzienia.